# Pește de apă dulce

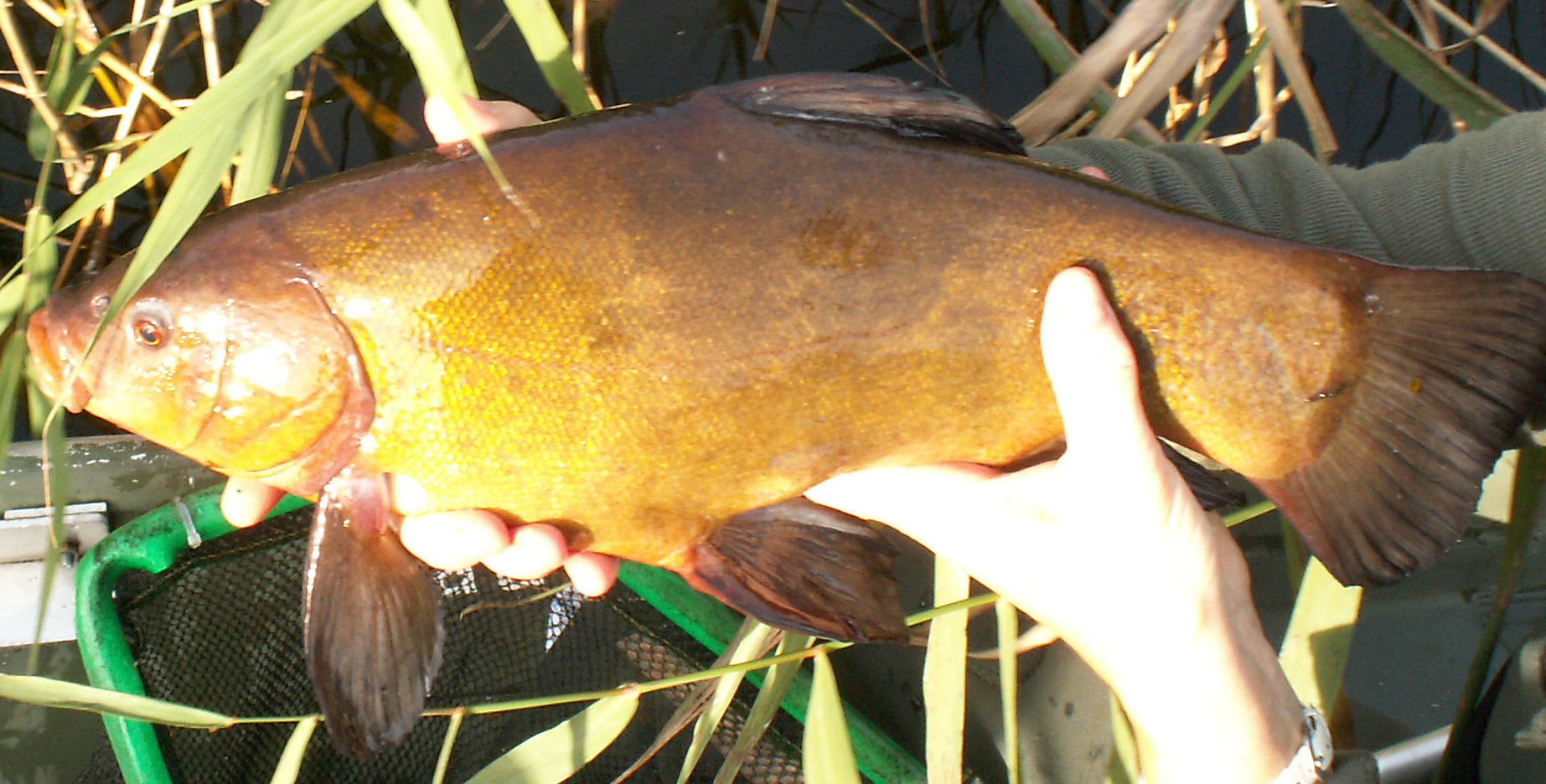
Linul este o specie comună de pește de apă dulce întâlnită în Eurasia temperată.

Un pește de apă dulce este un pește care trăiește majoritatea vieții sale în apă dulce (cum ar fi râuri și lacuri), care o salinitate mai mică de 0,05%. Aceste medii de viață diferă față de cele din zonele marine în multe feluri, cel mai evident fiind diferența valorilor salinității. Pentru a supraviețui în apa dulce, peștele trebuie să fie adaptat din punct de vedere fiziologic.